# Butha-Buthe
Butha-Buthe è un centro abitato del Lesotho, situato nel distretto omonimo.